# Nánosové úpravy textilií
Nánosování (angl. coating, něm. Beschichtung) je úprava plošných textilií, při které se jedna nebo obě strany povrchu opatřují vrstvou apretační hmoty. Účelem je získání nových vzhledových nebo mechanických vlastností.

## Historie
Původ nánosování není známý. Podle některých historiků se dají za nejstarší nánosové úpravy považovat plsti potírané hlínou, které používali obyvatelé Střední Asie, možná již ve středověku, ke stavbě zimních obydlí. Za první písemný doklad platí zpráva o balonu na vodík nánosovaném přírodním kaučukem v roce 1783 v Paříži.
Od roku 1909 se používá k nánosování syntetický kaučuk, v 50. letech minulého století byly vynalezeny termoplastické materiály vhodné k nánosování.

## Technologie nánosových úprav

### Nosný materiál
K oděvním a bytovým účelům se používají jako nosný materiál tkaniny, pleteniny nebo netkané textilie z bavlny, umělých vláken a směsí z přírodních a umělých vláken s hmotností cca 60–600 g/m². K technickým účelům se nánosují tkaniny, osnovní pleteniny a jednosměrné výztuže vyrobené skoro výlučně z umělých vláken a dosahující až 2000 g/m².

### Nánosový materiál
Apretační látky se aplikují jako
- roztok
- vodná disperze nebo emulze
- pasta
- granule
- prášek

K používaným chemikáliím patří zejména:
| Nánosový materiál      | Pozitivní vlastnosti                                              | Zvláštní znaky                                         |
| ---------------------- | ----------------------------------------------------------------- | ------------------------------------------------------ |
| Polyvinylchlorid (PVC) | odolnost proti vlivům povětrnosti a zašpinění, snížení hořlavosti | nejpoužívanější polymer                                |
| Polyuretan (PU)        | vyšší pevnost, tuhost a měkký omak                                | vodná disperze nebo směs prepolymerů                   |
| Polyakrylát (PAA)      | odolnost proti sluneč. záření, chemikáliím a rychlému stárnutí    | 2 varianty: lepivý polyakryl nebo křehký polymethakryl |
| Teflon (PTFE)          | odpuzuje vodu a olej rezistentní proti většině chemikálií         | snáší až 250 °C horka                                  |
| Přírodní guma          | zvyšuje pevnost a savost, pomalé stárnutí                         | emulze získané z latexu                                |
| Polychloropren (CR)    | podobné vlastnosti jako přírodní guma, nízká hořlavost            | známý pod jménem Neopren                               |
| Polysiloxan            | odolnost proti mnohým chemikáliím a plynům                        | pružnost je konstantní při teplotách od –70 do +270 °C |

### Druhy nánosování

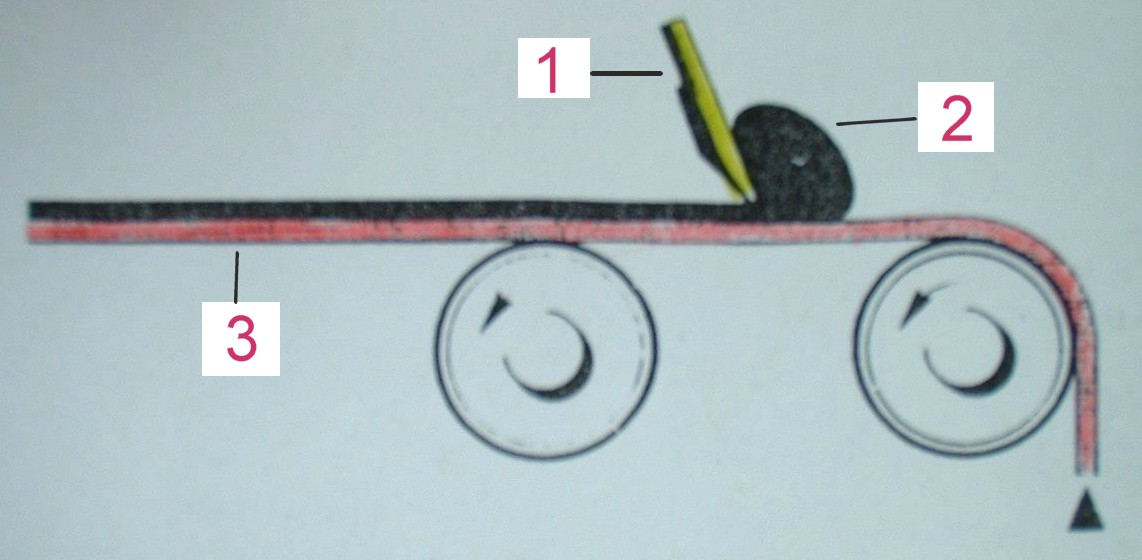
Schéma nánosování „ve vzduchu“

#### Přímé nánosování
Přímé nánosování se používá k apretaci pasty a pěny. Obvykle se rozlišuje:
- nánosování nožovou stěrkou (ve vzduchu, nad pryžovým pásem, nad válcem, nad stolem, stěrka se skříňovou nálevkou aj.)[2][3][4]

Nánosování se vzdušnou stěrkou je znázorněno na horním nákresu: Lišta (1) je nastavena k textilii (3) probíhající rychlostí cca 10–20 m/min. tak, aby se z pasty (2) tvořila vrstva s hmotností 5–60 g/m². K nanášení se dají použít pasty s viskozitou 100–50 000 mPas a pěny s 10 000–25 000 mPas.
Stěrku nad pryžovým pásem ukazuje druhý nákres shora. Textilie (3) je přiváděna ke stěrce (1) na gumovém běžícím pásu (4). Touto technologií se dá nanášet až 1250 g/m² pasty.

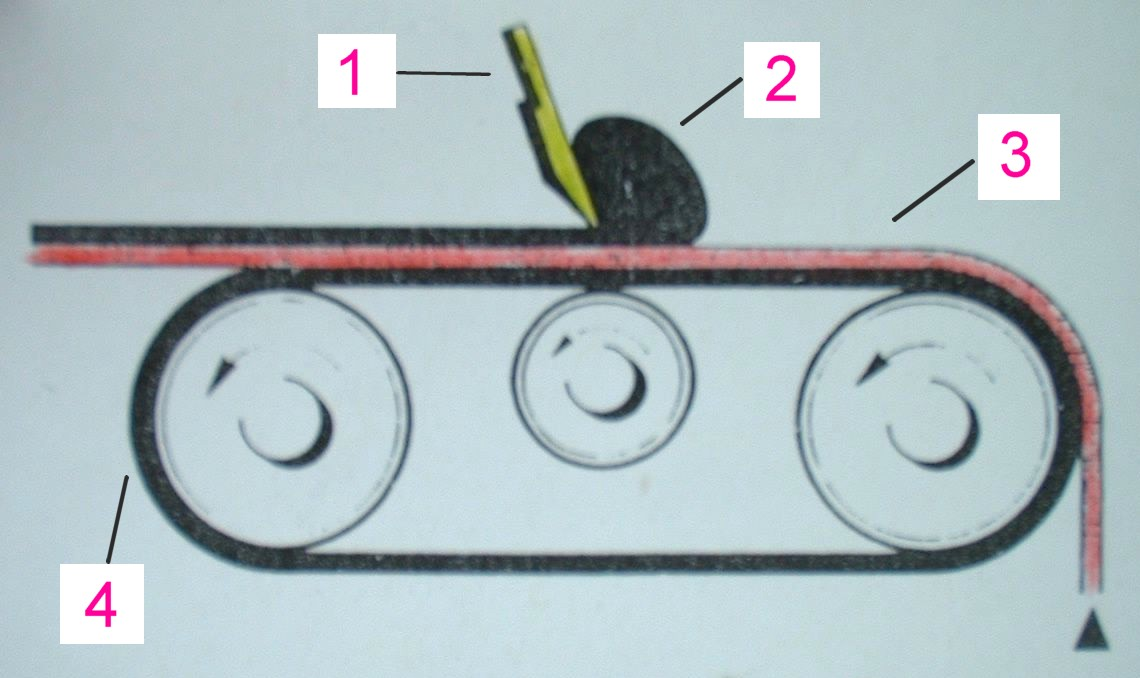
Schéma: Nánosování s textilií na gumovém pásu

- nánosování válcem (direct roll coater, kiss coating, reverse roll coater, contra coater aj.)[5][6]

#### Nánosování přenosem
Především apretury s nízkou viskozitou se nanášejí kontinuálně ve dvou vrstvách na papírovou podložku. Na druhou vrstvu se pak klade textilie, ta se pak spojí v sušicím kanále s úpravnickým prostředkem a po schlazení papírová podložka oddělí a balí na separátní válec.

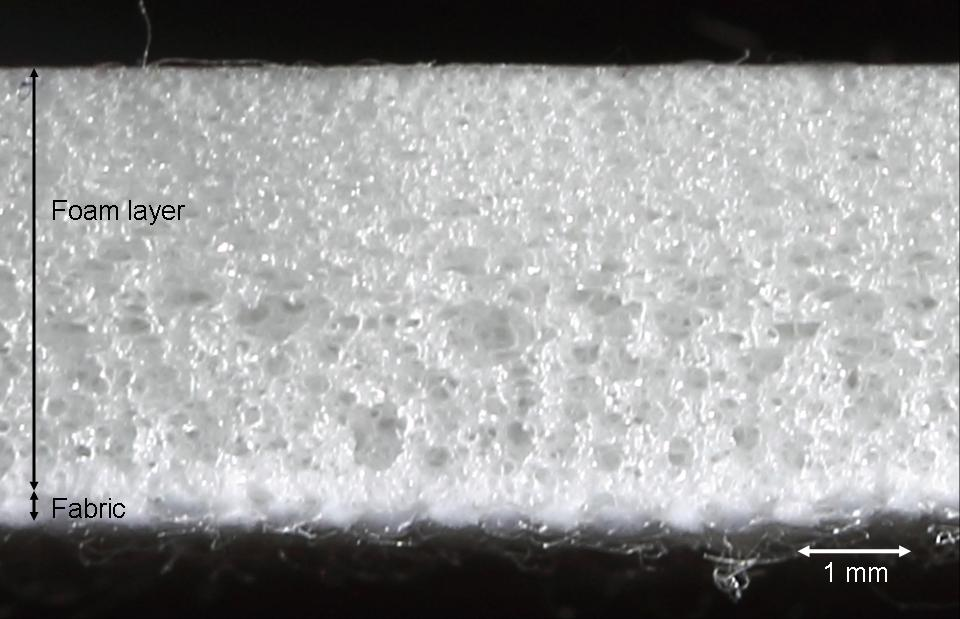
Pěna z polyurethanové disperze (300 g/l, tloušťka 4 mm) na bavlněné tkanině

#### Nánosování s pomocí brodicího válce
Textilie prochází (obvykle) fulárem s tekutou apreturou, přebytečná tekutina se odhrnuje stěrkou a odmačkává.  Používá se např. u tkanin na markýzy a tapety nebo k impregnování netkaných textilií

#### Nánosování kalandrováním
3–4 válce zahřáté na cca 200 °C s mezerami, které se postupně zužují. Zařízení se předkládá plastická hmota, ta se průchodem ztenčí na film, který se v poslední fázi nanáší na textilii. Spojení se pak fixuje zchlazením. Touto technologií se dá dosáhnout tloušťka nanesené vrstvy pod 1 µm při 5–10 g/m².
Technologie se používá např. k impregnaci ubrusů, sprchových závěsů nebo umělé kůže.
Zvláštní způsob kalandrování je systém hotmelt.

#### Nánosování pěnou

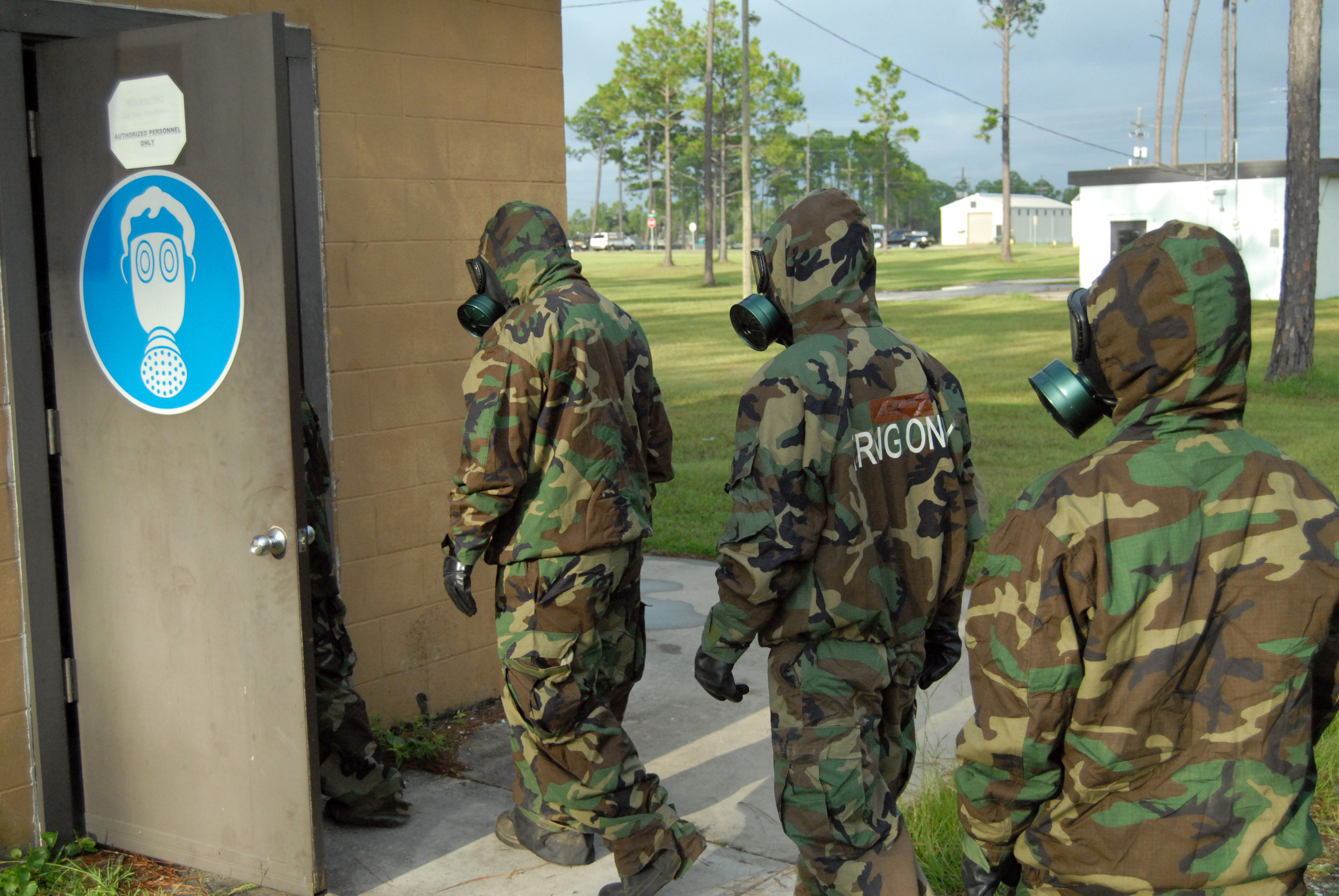
Ochranné oděvy proti zbraním hromadného ničení (ABC)

Nánosování je odvozeno z tzv. „Baycast“ technologie. Podle té se stříká směs prepolymerů, tužidla a vody na silikonovou matrici, odkud se přenáší na substrát (textilii).
S mísicím zařízením na principu rotační šablony se dá dosáhnout stabilní disperze pěny. Hmotnost nánosu 10–300 g/m² při viskozitě 10 000–25 000 mPas.

#### Nánosování práškem
Termoplastický, lepkavý prášek padá z násypky na otáčný válec se zářezy, rozdělením a velikostí zářezů je určeno množství prášku nanášeného na textilii. Přenos prášku z válce na textilii zajišťují rotující kartáče. Nános mívá hmotnost 10–300 g/m².
Technologie se používá např. pro nánosování uhelného prášku na ochranné oděvy proti ABC-zbraním. 

#### Nánosování povločkováním

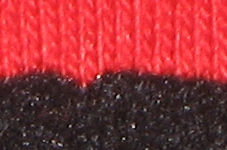
Pletenina nánosovaná povločkováním

Na textilii se nanese lepidlo (40–80 g/m2), textilie prochází pod násypkou, ze které na ni padají přes síto krátká vlákna. Mezi násypkou a textilií se vytváří elektrostatické pole, takže vlákna se staví kolmo k ploše tkaniny a zachycují jen špičkami v nátěru. Lepkavý nános se pak zpevňuje sušením, želatinováním nebo zesítěním. Jako vločky se používají nejčastěji polyamidová a viskózová vlákna. Podklad pro vločky se tvoří disperzní nebo pěnová lepidla a lepidla s obsahem rozpouštědel nebo bez rozpouštěcích prostředků. 

#### Nánosování podkladové tkaniny na kobercích
Nánosování rubu (podkladové tkaniny) na všívaných kobercích sestává ze dvou rozdílných vrstev latexu:
- Předběžný zátěr nevulkanizovaným latexem (7 minut při 160 °C)
- Konečný nános zpěněným latexem (5 minut, 160 °C)

Typická kombinace nánosování:
| Předběžný zátěr       | Pěnový nános                 |
| --------------------- | ---------------------------- |
| 29 % prepolymeru      | 43 % polybutadienu           |
| 60 % křídy            | 43 % křídy                   |
| 10 % vody             | 10 % urychlovače vulkanizace |
| 1 % akryl. zhušťovače | 1 % parafinu                 |

### Zpevňování nanesené vrstvy
Nánosované výrobky musí být pružně tvarovatelné a nebo se nesmí vůbec dát tvarovat. Tento stav se dosáhne po patřičném zpevnění nanesené umělé hmoty
- vypařováním
- želatinováním
- koagulací
- chlazením
- síťováním

### Lakování povrchu
Povrch některých nánosovaných výrobků (např. autoplachty) se lakuje, aby se zlepšil vzhled nebo ochrana proti vnějším vlivům.
Lak se stříká pneumaticky nebo hydraulicky.

## Výrobní zařízení
Výrobní zařízení jsou většinou agregáty se základním vybavením kombinovaným se speciálními nástroji.
K základní sestavě patři obvykle: Přívod substrátu (textilie), zařízení k nánosu úpravnických prostředků, laminace, sušička, svinovací zařízení na upravenou textilii a aparatura k řízení agregátu. Jeden významný dodavatel výrobních zařízení nabízí např. kolem 40 variant nánosových zařízení. 

## Použití nánosovaných textilií
K nejdůležitějším sektorům patří:
- automobily (plachty, airbagy, potahy)
- ochranné oděvy (pracovní, proti vlivům povětrnosti a válečných zbraní)
- kompozity (prepregy[14], textilní membrány ve stavebnictví aj.)
- bytové a oděvní účely, obaly